# 白魔法
白魔法，又稱白巫術，指對人有益處的魔法，人有正面影響，或倚靠神（未必是單一的神）的力量而進行的魔法。通常這種魔法可以治療疾病或異常狀態，或用於達成某種心願，是一種企圖以超自然方式影響世界的魔法。比如：求晴、祈雨、驅鬼、破邪、除蟲、尋物、招魂、使不孕婦女生子、使沒有感情男女相愛的巫術。與白巫術相對的概念是黑巫術。一般相信，黑巫術是用來控制人的靈魂的，而白巫術則用來控制人的心靈。
在游戏，漫画等流行文化中，白魔法一般指治疗和辅助魔法，如：回复HP/MP，治疗异常状态，提升己方属性等。在有属性设定时，白魔法多属于光，水和木属性。